# Mamoru Shigemitsu
Mamoru Shigemitsu (jap. 重光 葵 Shigemitsu Mamoru; ur. 29 lipca 1887 w prefekturze Ōita, zm. 26 stycznia 1957 w Yugawara) – japoński minister spraw zagranicznych oraz ambasador w Republice Chińskiej (1931–1932), Związku Radzieckim (1936–1938) i Wielkiej Brytanii (1938–1941). 
W roku 1943, podczas II wojny światowej, został mianowany ministrem spraw zagranicznych Japonii, w miejsce zdymisjonowanego ministra Masayuki Tani. 2 września 1945 Shigemitsu razem z generałem Yoshijirō Umezu podpisał akt bezwarunkowej kapitulacji Japonii. Oskarżony o zbrodnie wojenne, został skazany na siedem lat więzienia, po czym wypuszczony na wolność w 1950 roku. Zrehabilitowany w 1952.
W latach 1954–1956 ponownie pełnił funkcję ministra spraw zagranicznych, a 18 grudnia 1956 reprezentował Japonię na Zgromadzeniu Ogólnym ONZ, podczas którego Japonia została przyjęta do Organizacji Narodów Zjednoczonych.